# Schliephackea meteorioides
Schliephackea meteorioides là một loài Rêu trong họ Dicranaceae. Loài này được (R.S. Williams) Broth. miêu tả khoa học đầu tiên năm 1924.